# Toledo (Iowa)
Toledo és una ciutat de l'estat d'Iowa, als Estats Units. Forma part del comtat de Tama i és la capital del comtat. Segons el cens del 2000, té una població de 2.539 habitants.